# Sturzkampfgeschwader 162 »Immelmann«
Sturzkampfgeschwader 162 »Immelmann« (dobesedno slovensko: Bližinskobojni polk 162 »Immelmann«; kratica StG 162) je bil jurišni (strmoglavni jurišnik) letalski polk (Geschwader) v sestavi nemške Luftwaffe med drugo svetovno vojno.
Polk je bil 10. oktobra 1935 ustanovljen in 1. maja 1939 preimenovan v Sturzkampfgeschwader 2.

## Organizacija
- štab
- I. skupina
- II. skupina
- III. skupina[1]